# Matador Records
La Matador Records è un'etichetta discografica indipendente fondata nel 1989 da Chris Lombardi nel suo appartamento di New York.
Nella sua lunga storia ha pubblicato principalmente lavori di artisti di genere indie rock, punk rock ed alternative rock.

## Storia
Il primo gruppo ad essere pubblicato fu il duo austriaco degli H.P. Zinker. A loro seguirono altri: i Dustdevils, Railroad Jerk e Superchunk che andarono ad aggiungersi al catalogo iniziale dell'etichetta.
Nel 1990, a Lombardi, si aggiunse anche l'ex manager della Homestead Records Gerard Cosloy e, nel 1993, la label iniziò una collaborazione con la Atlantic Records che durò per un paio di anni.
Il primo successo commerciale che attirò sulla label le attenzioni dei media e del pubblico fu A Catholic Education, l'album di debutto dalla band scozzese Teenage Fanclub, pubblicato nel 1990. Le vendite inaspettatamente buone dell'album permisero alla Matador di professionalizzarsi ulteriormente, trasferirsi in un vero e proprio ufficio e guadagnare abbastanza denaro per produrre l'album di debutto di una giovane band chiamata Pavement, intitolato Slanted and Enchanted ed uscito nel 1992.
Nel 1996 la Capitol Records acquistò il 49% delle quote dai due soci che però,  nel giro di tre anni, ne rientrarono in completo possesso. Nel 2000 la label è stata in parte acquisita dal Beggars Group e venne quindi aperta una sede secondaria a Londra.
Nel corso degli anni la label è cresciuta in maniera esponenziale, sia dal punto di vista delle vendite, ma anche riguardo alla sua direzione musicale, arrivando ad incorporare, accanto al classico  roster indie rock, anche artisti hip hop, elettronici e sperimentali.
"C'è qualcosa di infinitamente più attraente in un artista che ha già un album completato, che ha un disco che già sappiamo com'è" rivelò Chris Lombardi durante un'intervista nel 1999 "Noi non siamo A&R in senso archetipico del termine: noi non prendiamo gli artisti per scolpirli nella giusta immagine. Semplicemente  li lasciamo essere come sono."
Nel mese di ottobre del 2010, la Matador ha celebrato il suo ventunesimo anniversario dalla nascita dell'etichetta con una serie di concerti presso il Palms Hotel & Casino di Las Vegas.
Nel 2020 decise di inaugurare una nuova collana di ristampe chiamata Revisionist History che celebrasse le uscite dei loro album più conosciuti. Per prime tre ristampe comprendevano Wowee Zowee dei Pavement, Alien Lanes dei Guided by Voices e Electr-O-Pura dei Yo La Tengo.

## Artisti attuali
- A.C. Newman
- bar italia
- Belle & Sebastian
- Brightblack Morning Light
- Cat Power
- Ceremony
- Cold Cave
- Dead Meadow
- Esben and the Witch
- Fucked Up
- Harlem
- Julian Plenti
- Kurt Vile
- Matmos
- Mission of Burma
- The Cave Singers
- The New Pornographers
- Perfume Genius
- Queens of the Stone Age
- The Ponys
- Shearwater
- Sonic Youth
- Stephen Malkmus
- Ted Leo and the Pharmacists
- Yo La Tengo

## Artisti passati
- Aereogramme
- Arab Strap
- Arsonists
- Babylon Dance Band
- Bailter Space
- Barbara Manning
- Bardo Pond
- Bassholes
- Bettie Serveert
- The Bionaut
- Boards of Canada
- Bullet LaVolta
- Bunnybrains
- burger/ink
- Chain Gang
- Chavez
- Chris Knox
- Circle X
- The Clean
- Come
- Console
- Cornelius
- Couch
- dälek
- David Kilgour
- Demolition Doll Rods
- Dizzee Rascal
- The Double
- D-Stroy
- Dustdevils
- Early Man
- 18th Dye
- The Fall
- Fire in the Kitchen
- Flipper
- The For Carnation
- The Frogs
- Fuck
- The Fucking Champs
- Graeme Downes
- Guided by Voices
- Guitar Wolf
- Helium
- H.P. Zinker
- Interpol
- Jad Fair & Yo La Tengo
- Jaguar Love
- Jay Reatard
- Jega
- Jimi Tenor
- The Jon Spencer Blues Explosion
- JPS Experience
- Khan
- Kustomized
- Large Professor
- Laura Cantrell
- Lavender Diamond
- Lesser
- Liquor Giants
- Live Human
- Liz Phair
- Lou Reed
- Love of Diagrams
- The Lucksmiths
- Lynnfield Pioneers
- Lyres
- M. Ward (Matador Europe)
- Mark Eitzel
- Mary Timony
- MC Paul Barman
- Mecca Normal
- The Modernist
- Modest Mouse (Matador Europe)
- Mogwai
- Moonshake
- Mount Florida
- Mr. Len
- Neko Case
- Nightmares on Wax
- Non Phixion
- Pastels
- Pavement
- Pell Mell
- Pitchblende
- Pizzicato Five
- Plone
- Pole
- Portastatic
- Preston School of Industry
- Pretty Girls Make Graves
- Prisonshake
- Quickspace
- Railroad Jerk
- Red Snapper
- Robert Pollard
- Run On
- Sad Rockets
- The Schramms
- Seachange
- Sensational
- SF Seals
- Shams
- Silkworm
- Sleater-Kinney (Matador Europe)
- Smog
- The Soft Boys
- Solex
- Spoon
- Sportsguitar
- Superchunk
- Techno Animal
- Teenage Fanclub
- Thalia Zedek
- Thinking Fellers Union Local 282
- Tobin Sprout
- Toiling Midgets
- Tommy Keene
- 2 Foot Flame
- Two Lone Swordsmen
- Unrest[6]
- Unsane
- Unwound
- Wisdom of Harry